# عزلة الجرشة (مأرب)

تعديل مصدري - تعديل

عزلة الجرشة هي إحدى عزل مديرية الجوبة في محافظة مأرب اليمنية ويبلغ تعداد سكانها 2051 نسمة حسب التعداد السكاني في اليمن لعام 2004.